# Sidney Boldt-Christmas
Leif William Sidney „Nenne” Boldt-Christmas (ur. 8 sierpnia 1924 w Göteborgu, zm. 15 października 2016 tamże) – szwedzki żeglarz sportowy. Srebrny medalista olimpijski z Helsinek.
Zawody w 1952 były jego jedynymi igrzyskami olimpijskimi. Po srebrny medal sięgnął w klasie Dragon. Razem z nim załogę łodzi tworzyli Per Gedda (sternik) i Erland Almkvist.